# Just Dance 2022
Just Dance 2022 è il tredicesimo capitolo della serie principale Just Dance sviluppato da Ubisoft. È stato annunciato il 12 giugno 2021 all'Electronic Entertainment Expo 2021 a Los Angeles.
Il titolo è stato disponibile a partire dal 4 novembre 2021 per PlayStation 4, PlayStation 5, Xbox One, Xbox Series X, Nintendo Switch e Google Stadia.

## Tracce
Nel gioco sono state confermate 40 canzoni.
| Titolo                         | Artisti                                             | Difficoltà | Anno | Modalità  | Ballerino/i |
| ------------------------------ | --------------------------------------------------- | ---------- | ---- | --------- | ----------- |
| Baianá                         | Bakermat                                            | Facile     | 2019 | Solo      | ♂️          |
| Believer                       | Imagine Dragons                                     | Medio      | 2017 | Duetto    | ♂️/♂️       |
| Black Mamba                    | Aespa                                               | Estremo    | 2020 | Trio      | ♀️/♀️/♀️    |
| Boombayah                      | Blackpink                                           | Estremo    | 2016 | Quartetto | ♀️/♀️/♀️/♀️ |
| Boss Witch (*)                 | Skarlett Klaw (Doja Cat)                            | Medio      | 2020 | Solo      | ♀️          |
| Build a B****                  | Bella Poarch                                        | Facile     | 2021 | Solo      | ♀️          |
| Buttons                        | The Pussycat Dolls ft. Snoop Dogg                   | Medio      | 2006 | Trio      | ♀️/♀️/♀️    |
| Chacarron                      | El Chombo                                           | Facile     | 2005 | Solo      | ♂️          |
| Chandelier                     | Sia                                                 | Medio      | 2014 | Solo      | ♀️          |
| China                          | Anuel AA, Daddy Yankee, Karol G ft. Ozuna, J Balvin | Medio      | 2019 | Trio      | ♀️/♂️/♂️    |
| Don't Go Yet                   | Camila Cabello                                      | Medio      | 2021 | Quartetto | ♀️/♀️/♂️/♂️ |
| Flash Pose                     | Pabllo Vittar ft. Charli XCX                        | Medio      | 2019 | Trio      | ♀️/♀️/♀️    |
| Freed from Desire              | Gala                                                | Medio      | 1996 | Solo      | ♀️          |
| Funk                           | Meghan Trainor                                      | Medio      | 2020 | Duetto    | ♂️/♂️       |
| Girl Like Me                   | Black Eyed Peas & Shakira                           | Difficile  | 2020 | Solo      | Vario       |
| Good 4 U                       | Olivia Rodrigo                                      | Medio      | 2021 | Solo      | ♀️          |
| Happier Than Ever              | Billie Eilish                                       | Medio      | 2021 | Solo      | ♀️          |
| Human                          | Sevdaliza                                           | Difficile  | 2016 | Solo      | ♀️          |
| I'm Outta Love                 | Anastacia                                           | Facile     | 2000 | Solo      | ♀️          |
| Jerusalema                     | Master KG ft. Nomcebo Zikode                        | Facile     | 2019 | Quartetto | ♂️/♂️/♀️/♂️ |
| Jopping                        | SuperM                                              | Estremo    | 2019 | Trio      | ♂️/♂️/♂️    |
| Judas                          | Lady Gaga                                           | Medio      | 2011 | Solo      | ♀️          |
| Last Friday Night (T.G.I.F.)   | Katy Perry                                          | Medio      | 2011 | Solo      | ♀️          |
| Level Up                       | Ciara                                               | Medio      | 2018 | Trio      | ♀️/♀️/♀️    |
| Levitating                     | Dua Lipa                                            | Facile     | 2020 | Solo      | ♀️          |
| Love Story (Taylor's Version)  | Taylor Swift                                        | Facile     | 2021 | Duetto    | ♀️/♂️       |
| Mood                           | 24kGoldn ft. Iann Dior                              | Facile     | 2020 | Duetto    | ♂️/♂️       |
| Mr. Blue Sky (*)               | The Sunlight Shakers (Electric Light Orchestra)     | Facile     | 1978 | Solo      | ♂️          |
| Nails, Hair, Hips, Heels       | Todrick Hall                                        | Medio      | 2019 | Solo      | ♂️          |
| Pop/Stars                      | K/DA ft. Madison Beer, (G)I-dle & Jaira Burns       | Estremo    | 2018 | Quartetto | ♀️/♀️/♀️/♀️ |
| Poster Girl                    | Zara Larsson                                        | Medio      | 2021 | Solo      | ♀️          |
| Rock Your Body                 | Justin Timberlake                                   | Medio      | 2003 | Solo      | ♂️          |
| Run the World (Girls)          | Beyoncé                                             | Difficile  | 2011 | Trio      | ♀️/♀️/♀️    |
| Save Your Tears (Remix)        | The Weeknd & Ariana Grande                          | Medio      | 2021 | Duetto    | ♂️/♀️       |
| Smalltown Boy                  | Bronski Beat                                        | Medio      | 1984 | Solo      | ♂️          |
| Stop Drop Roll                 | Ayo & Teo                                           | Medio      | 2021 | Quartetto | ♀️/♂️/♀️/♂️ |
| Sua cara                       | Major Lazer ft. Anitta & Pabllo Vittar              | Facile     | 2017 | Solo      | ♂️          |
| Think About Things             | Daði Freyr                                          | Medio      | 2020 | Solo      | ♂️          |
| You Can Dance                  | Chilly Gonzales                                     | Facile     | 2010 | Solo      | ♂️          |
| You Make Me Feel (Mighty Real) | Sylvester                                           | Medio      | 1978 | Solo      | ♂️          |

- Un "(*)" indica che la canzone è una cover.

## Versioni alternative
Sono disponibili le versioni alternative di 12 canzoni. 
| Titolo                   | Artisti                                             | Difficoltà | Anno | Modalità                            | Ballerino/i |
| ------------------------ | --------------------------------------------------- | ---------- | ---- | ----------------------------------- | ----------- |
| Black Mamba              | Aespa                                               | Medio      | 2020 | Solo (Versione Classica)            | ♀️          |
| Boombayah                | Blackpink                                           | Medio      | 2016 | Solo (Versione Classica)            | ♀️          |
| Buttons                  | The Pussycat Dolls ft. Snoop Dogg                   | Medio      | 2006 | Solo (Versione Notte)               | ♀️          |
| Chandelier               | Sia                                                 | Medio      | 2014 | Solo (Versione Danza Contemporanea) | ♀️          |
| China                    | Anuel AA, Daddy Yankee, Karol G ft. Ozuna, J Balvin | Facile     | 2019 | Duetto (Versione DJ)                | ♀️/♂️       |
| Girl Like Me             | Black Eyed Peas & Shakira                           | Estremo    | 2020 | Solo (Versione Estrema)             | ♀️          |
| Jopping                  | SuperM                                              | Medio      | 2020 | Solo (Versione Classica)            | ♂️          |
| Levitating               | Dua Lipa                                            | Estremo    | 2020 | Solo (Versione Estrema)             | ♂️          |
| Mood                     | 24kGoldn ft. Iann Dior                              | Estremo    | 2020 | Trio (Versione Alternativa)         | ♀️/♀️/♀️    |
| Nails, Hair, Hips, Heels | Todrick Hall                                        | Estremo    | 2019 | Solo (Coreografia Originale)        | ♂️          |
| Run the World (Girls)    | Beyoncé                                             | Estremo    | 2011 | Solo (Versione Estrema)             | ♀️          |
| Sua cara                 | Major Lazer ft. Anitta & Pabllo Vittar              | Facile     | 2017 | Duetto (Versione Limo)              | ♀️/♀️       |

## Just Dance Unlimited
Accesso a più di 500 brani dai precedenti capitoli Just Dance assieme ad alcune esclusive che verranno aggiunte nel tempo. Ogni copia del gioco ha un mese di prova gratuita.
| Titolo                         | Artisti                         | Difficoltà | Anno | Modalità  | Ballerino/i | Data di uscita                                                  |
| ------------------------------ | ------------------------------- | ---------- | ---- | --------- | ----------- | --------------------------------------------------------------- |
| À la Folie                     | Julien Granel & Lena Situations | Medio      | 2021 | Solo      | ♀️          | 4 novembre 2021 (Francia e Giappone) 20 gennaio 2022 (Mondiale) |
| Bad Habits                     | Ed Sheeran                      | Medio      | 2021 | Solo      | ♂️          | 2 giugno 2022                                                   |
| Break My Heart                 | Dua Lipa                        | Medio      | 2020 | Solo      | ♀️          | 12 luglio 2022                                                  |
| Daisy                          | Ashnikko                        | Facile     | 2020 | Solo      | ♀️          | 30 giugno 2022                                                  |
| Don't Go Yet (Alternativa)     | Camila Cabello                  | Medio      | 2021 | Solo      | ♀️          | 7 dicembre 2021                                                 |
| Follow the White Rabbit        | Madison Beer                    | Medio      | 2021 | Solo      | ♀️          | 31 marzo 2022                                                   |
| Kiss Me More                   | Doja Cat ft. SZA                | Medio      | 2021 | Duetto    | ♀️/♀️       | 24 marzo 2022                                                   |
| Koi                            | Gen Hoshino                     | Difficile  | 2016 | Trio      | ♀️/♂️/♀️    | 4 novembre 2021 (Francia e Giappone) 13 gennaio 2022 (Mondiale) |
| Malibu                         | Kim Petras                      | Medio      | 2020 | Trio      | ♀️/♀️/♂️    | 7 luglio 2022                                                   |
| Montero (Call Me by Your Name) | Lil Nas X                       | Medio      | 2021 | Solo      | ♂️          | 17 marzo 2022                                                   |
| My Way                         | Domino Saints                   | Medio      | 2021 | Quartetto | ♀️/♂️/♀️/♂️ | 9 novembre 2021                                                 |
| Positions                      | Ariana Grande                   | Difficile  | 2020 | Quartetto | ♀️/♀️/♀️/♀️ | 17 febbraio 2022                                                |
| Princess                       | Jam Hsiao                       | Medio      | 2009 | Solo      | ♂️          | 18 novembre 2021 (Asia) 3 febbraio 2022 (Mondiale)              |
| Shoutout                       | Lisa Pac                        | Difficile  | 2021 | Duetto    | ♀️/♂️       | 4 novembre 2021 (Germania) 13 gennaio 2022 (Mondiale)           |
| Waterval                       | K3                              | Medio      | 2021 | Trio      | ♀️/♀️/♀️    | 4 novembre 2021 (Benelux) 9 dicembre 2021 (Mondiale)            |